# Juan Antonio
Juan Ignacio Antonio (Trelew, 5 gennaio 1988) è un ex calciatore argentino, di ruolo centrocampista o attaccante.

## Caratteristiche tecniche
Trequartista agile e veloce dotato di un buon dribbling, poteva essere schierato anche come seconda punta.

## Carriera

### Club

#### Gli inizi e il River Plate
Juan Ignacio Antonio nasce nella piccola cittadina di Trelew, nella provincia di Chubut, situata a sud-est della Patagonia.
Inizia la sua carriera nelle file del CAI (Comisión de Actividades Infantiles), un centro sportivo della sua città natale. Pochi anni dopo ha la possibilità di trasferirsi nella città di Comodoro Rivadavia, dove viene aggregato alle squadre giovanili. Juan si mette subito in evidenza ed attira l'attenzione di Hugo Tocalli, allenatore delle selezioni giovanili argentine, che lo convoca per disputare il Campionato sudamericano di calcio Under-17 in Venezuela, dove formerà la coppia d'attacco con il coetaneo Sergio Agüero.
Notato dall'Inter, viene portato in Italia per essere tesserato con la squadra milanese ma l'intervento personale di Daniel Passarella, in quel momento allenatore del River Plate, convince la famiglia a farlo rimanere in Argentina per legarsi al club e di lì a poco debuttare in Primera División. Nell'estate 2006 il club argentino, fortemente indebitato, è costretto a vendere parte dei cartellini di alcuni elementi della squadra, tra cui Gonzalo Higuaín, Fernando Belluschi, Mateo Musacchio, Augusto Fernández e lo stesso Juan Antonio, a un gruppo imprenditoriale di Buenos Aires; tuttavia, grazie ancora una volta all'intermediazione di Daniel Passarella, rimane al River dove, a causa di qualche infortunio e del cambio di gestione tecnica, non riesce a giocare con continuità in prima squadra. È comunque titolare della squadra Riserve e qui, durante una partita contro l'Argentinos Juniors allo stadio Monumental, viene casualmente visionato da un Agente FIFA italiano che lo inizia a proporre a varie squadre della Serie A, tra cui Napoli, Lazio e Roma..

#### Il Brescia e il prestito all'Ascoli
Il 15 agosto 2010 effettua un provino con il Brescia, che decide di tesserarlo per la Stagione 2010-2011, ma, nonostante il debutto in Coppa Italia il 25 novembre 2010, non trova spazio nella formazione di Iachini, chiuso da Alessandro Diamanti e Panagiōtīs Kone. Nel gennaio 2011 viene dunque ceduto in prestito (insieme al compagno di squadra ungherese Robert Feczesin) all'Ascoli, con cui debutta in Serie B e disputa 6 partite condite da un gol, fondamentale per la salvezza dei Marchigiani, contro il Frosinone.
Al termine della stagione ritorna al Brescia, nel frattempo retrocesso, che decide di puntare su di lui per la risalita in Serie A. Il 27 agosto 2011 l'allenatore Giuseppe Scienza lo fa esordire da titolare nel campionato 2011-2012 di serie B in occasione della vittoria per 2-0 contro il Vicenza. Nella partita successiva segna il suo primo gol ufficiale con le "Rondinelle" contro la Nocerina, e il 4 settembre è ancora decisivo nella vittoria interna contro l'Empoli dove serve l'assist per il gol di Róbert Feczesin.

#### Sampdoria e i prestiti al Varese e Brescia
Il 3 gennaio 2012 viene ceduto a titolo definitivo, insieme a Gaetano Berardi, alla Sampdoria;
esordisce con la maglia blucerchiata il 6 gennaio nella gara casalinga contro il Varese giocando la partita dal primo tempo e venendo sostituito da Nicola Pozzi all'inizio della ripresa. Realizza il suo primo gol in blucerchiato il 20 febbraio nella sconfitta per 2-1 contro il Torino, segna invece la seconda rete il 20 maggio in casa contro il Pescara (1-3). Conclude la stagione con 19 presenze e 2 gol in Campionato e 3 partite dei play-off Promozione, vinti proprio dalla Samp.
Rimane alla Sampdoria anche per la stagione seguente nella quale il 28 ottobre 2012 lo vede esordire in Serie A in occasione della partita Sampdoria-Cagliari 0-1, subentrando all' 89' a Gaetano Berardi. Il 31 gennaio 2013, dopo aver collezionato solamente 2 presenze nella prima parte della stagione, viene ceduto in prestito secco al Varese in Serie B, dove ritrova mister Castori dopo averlo avuto come allenatore ad Ascoli. Il 2 febbraio seguente, durante Varese-Modena 2-0, esordisce in biancorosso subentrando all' 87' a Neto Pereira. Nella mezza stagione al Varese viene schierato solamente in 9 occasioni, a causa di scelte tecniche ma soprattutto dei soliti infortuni che lo costringono spesso a dare forfait.
Pur rimanendo sotto contratto con la Sampdoria, all'inizio della stagione 2013-2014 viene messo fuori squadra insieme ai compagni di squadra Simon Poulsen ed Enzo Maresca. Il 2 settembre 2013 la Sampdoria comunica di aver ceduto a titolo temporaneo al Brescia i diritti sportivi del calciatore.

#### Parma
Il 1º settembre 2014 si trasferisce a titolo definitivo al Parma nell'operazione che porta Djamel Mesbah alla Samp. La società emiliana lo cede immediatamente in prestito alla FeralpiSalò, formazione di Lega Pro. In seguito al fallimento del Parma nel giugno 2015 rimane svincolato.
Il 6 ottobre 2015 annuncia di ritirarsi dal calcio giocato per intraprendere la strada della musica.

## Statistiche

### Presenze e reti nei club
| Stagione           | Squadra            | Campionato         | Campionato | Campionato | Coppe nazionali | Coppe nazionali | Coppe nazionali | Coppe continentali | Coppe continentali | Coppe continentali | Altre coppe | Altre coppe | Altre coppe | Totale | Totale |
| Stagione           | Squadra            | Comp               | Pres       | Reti       | Comp            | Pres            | Reti            | Comp               | Pres               | Reti               | Comp        | Pres        | Reti        | Pres   | Reti   |
| ------------------ | ------------------ | ------------------ | ---------- | ---------- | --------------- | --------------- | --------------- | ------------------ | ------------------ | ------------------ | ----------- | ----------- | ----------- | ------ | ------ |
| 2006-2007          | River Plate        | PD                 | 3          | 0          | -               | -               | -               | CL+CS              | 0+0                | 0                  | -           | -           | -           | 3      | 0      |
| 2007-2008          | River Plate        | PD                 | 2          | 0          | -               | -               | -               | CL+CS              | 0+0                | 0                  | -           | -           | -           | 2      | 0      |
| 2008-2009          | River Plate        | PD                 | 0          | 0          | -               | -               | -               | CL+CS              | 0+0                | 0                  | -           | -           | -           | 0      | 0      |
| 2009-2010          | River Plate        | PD                 | 2          | 0          | -               | -               | -               | CS                 | 0                  | 0                  | -           | -           | -           | 2      | 0      |
| Totale River Plate | Totale River Plate | Totale River Plate | 7          | 0          |                 | -               | -               |                    | 0                  | 0                  |             | -           | -           | 7      | 0      |
| 2010-gen. 2011     | Brescia            | A                  | 0          | 0          | CI              | 1               | 0               | -                  | -                  | -                  | -           | -           | -           | 1      | 0      |
| gen.-giu. 2011     | Ascoli             | B                  | 6          | 1          | CI              | 0               | 0               | -                  | -                  | -                  | -           | -           | -           | 6      | 1      |
| 2011-gen. 2012     | Brescia            | B                  | 19         | 3          | CI              | 2               | 0               | -                  | -                  | -                  | -           | -           | -           | 21     | 3      |
| gen.-giu. 2012     | Sampdoria          | B                  | 19+3       | 2          | CI              | 0               | 0               | -                  | -                  | -                  | -           | -           | -           | 21     | 0      |
| 2012-gen. 2013     | Sampdoria          | A                  | 2          | 0          | CI              | 0               | 0               | -                  | -                  | -                  | -           | -           | -           | 2      | 0      |
| Totale Sampdoria   | Totale Sampdoria   | Totale Sampdoria   | 21+3       | 2          |                 | 0               | 0               |                    | -                  | -                  |             | -           | -           | 24     | 2      |
| gen.-giu. 2013     | Varese             | B                  | 9          | 0          | CI              | 0               | 0               | -                  | -                  | -                  | -           | -           | -           | 9      | 0      |
| 2013-2014          | Brescia            | B                  | 13         | 1          | CI              | 0               | 0               | -                  | -                  | -                  | -           | -           | -           | 13     | 1      |
| Totale Brescia     | Totale Brescia     | Totale Brescia     | 32         | 4          |                 | 3               | 0               |                    | -                  | -                  |             | -           | -           | 35     | 4      |
| 2014-2015          | FeralpiSalò        | LP                 | 14         | 1          | CI+CI-LP        | 0+0             | 0               | -                  | -                  | -                  | -           | -           | -           | 14     | 1      |
| Totale carriera    | Totale carriera    | Totale carriera    | 89+3       | 8          |                 | 3               | 0               |                    | 0                  | 0                  |             | -           | -           | 95     | 8      |